# Roland Weber (Rechtsanwalt)
Roland Weber, (geb. 1966 in Stuttgart) ist ein deutscher Rechtsanwalt und seit 2012 Beauftragter des Landes Berlin für Opfer von terroristischen Anschlägen. Seit Januar 2025 ist er auch ehrenamtlicher Opferbeauftragter der Bundesregierung.

## Werdegang

### Ausbildung
Weber studierte Rechtswissenschaft an der Freien Universität Berlin und legte beide juristischen Examen in Berlin ab. 1999 wurde er zur Rechtsanwaltschaft zugelassen. Seit 2009 ist er auch Fachanwalt für Strafrecht.

### Opferbeauftragter des Landes Berlin
2012 wurde Weber vom Berliner Senat zum ersten Opferbeauftragten ernannt. In dieser Eigenschaft koordiniert und erweitert er das Netzwerk zwischen Betroffenen und Opferhilfseinrichtungen. Dazu gehört auch die Analyse und Kritik der bestehenden Hilfen und die Entgegennahme von Hinweisen. Er veröffentlicht einen jährlichen Bericht über seine ehrenamtliche Tätigkeit. In seine Amtszeit fällt der islamistische Terroranschlag auf den Weihnachtsmarkt am Breitscheidplatz.

### Opferbeauftragter der Bundesregierung
Weber wurde am 18. Dezember 2024 zum Beauftragten der Bundesregierung für die Anliegen von Betroffenen von terroristischen und extremistischen Straftaten im Inland ernannt und trat dieses Amt am 1. Januar 2025 an. Er wurde damit Nachfolger von Pascal Kober.

### Sonstiges
Weber ist Mitglied der CDU und gehörte dem Vorstand der CDU Steglitz-Zentrum an.

## Auszeichnungen (Auswahl)
- Verdienstorden des Landes Berlin (2018)
- Mitglied (MBE) des Order of the British Empire für die Verdienste um den britisch-deutschen Opferschutz (2022)